# Groß Reken
Groß Reken (manchmal auch Groß-Reken) ist der Hauptort der Gemeinde Reken im Westmünsterland. Zusammen mit Bahnhof Reken und Maria Veen bildete Groß Reken bis 1969 eine eigene Gemeinde.

## Geographie
Groß Reken liegt in der Hohen Mark im Westmünsterland. Nördlich der Siedlung erhebt sich der Höhenzug Rekener Berge mit dem 133 m hohen Melchenberg.
|        | Hochmoor (zu Gescher) |            |
| Heiden |                       | Maria Veen |
|        | Bahnhof Reken         | Hülsten    |

## Geschichte
Als Recnon wurde das Gebiet 889 erstmals in einer Schenkung an das Kloster Werden erwähnt.
1844 fasste man Groß Reken zusammen mit den Gemeinden Klein Reken und Hülsten zum Amt Reken mit Verwaltungssitz in Groß Reken zusammen. 1938 wurde die Gemeinde Heiden in das nunmehr Amt Heiden-Reken genannte Amt aufgenommen und übernahm dessen Verwaltungssitz. 1969 wurde Groß Reken durch das Gesetz zur Neugliederung von Gemeinden des Landkreises Borken Teil der neuen Gemeinde Reken. Erst 1975 wurde das Amt Heiden-Reken mit dem Münster/Hamm-Gesetz aufgelöst und zwei Jahre später übernahm Groß Reken wieder den Verwaltungssitz für die jetzt eigenständige Gemeinde.

## Kultur und Sehenswürdigkeiten

### Bauwerke
In Groß Rekener Ortskern befindet sich die Wehrkirche St. Simon und Judas, die heute als Museum Alte Kirche fungiert.
Im Nordosten des Gebiets liegt die Alte Windmühle, in der ein Heimatmuseum untergebracht ist.
Nördlich auf dem Melchenberg steht der Funkturm Groß Reken mit einer Aussichtsplattform.
Haus Uphave ist ein altes Fachwerkhaus, welches besichtigt werden kann.

### Freizeit
Das Freizeitzentrum im Osten des Ortes besteht aus Sportanlagen, einem Frei- und Hallenbad, einem Campingplatz und einer Reithalle.

## Verkehr
Die wichtigste Verkehrsader des Ortes ist die L600/L608, die als Nord-Süd-Achse Groß Reken mit Bahnhof Reken im Süden und der B67 im Norden verbindet. Eine weitere wichtige Straße ist die Kreisstraße nach Heiden, die innerorts als Hauptstraße fungiert. Für den Busverkehr fungiert die Haltestelle Alte Kirche als zentraler Umsteigepunkt. Busse fahren regelmäßig nach Borken und Lembeck, an den Schnellbus nach Münster besteht Anschluss über einen Rufbusdienst. Zu den Zügen Richtung Coesfeld und Essen kann in den Nachbartortsteilen Bahnhof Reken und Maria Veen umgestiegen werden.
| Linie | Verlauf | Betreiber | Takt                                  |
| ----- | --- | --------- | ------------------------------------- |
| R73   | Regionalbus: Groß Reken, Alte Kirche – Bahnhof Reken, Bahnhof – Klein Reken, Ort – Lembeck, Busbahnhof                                                                   | RVM       | stündlich; So. zweistündlich          |
| R73   | Regionalbus: Borken, Friedhof – Borken, Bahnhof – Heiden, Alter Kirchplatz – Groß Reken, Alte Kirche – Maria Veen, Bahnhof – Hülsten, Schule (– Groß Reken, Alte Kirche) | RVM       | stündlich; So. zweistündlich          |
| 711   | Coesfeld, Bahnhof – Flamschen – Stevede – Groß Reken, Alte Kirche – Groß Reken, Lammersmann                                                                              | RVM       | Mo–Fr. jeweils 1× morgens und mittags |
| 716   | Groß Reken, Alte Kirche – Maria Veen, Bahnhof – Hülsten, Schule – Bahnhof Reken, Sekundarschule – Klein Reken, Ort – Lembeck, Busbahnhof – Rhade, Bahnhof – Rhade, Ort   | RVM       | an Schultagen                         |
| T18   | Taxibus: S75 Maria Veen, B67n – Maria Veen, Bahnhof – Hülsten, Schule – Groß Reken, Alte Kirche – Bahnhof Reken, Bahnhof – Klein Reken, Ort                              | RVM       | an S75 angepasst                      |